# 见证者-131无人机
见证者-131（波斯語：‎）是伊朗沙赫德航空工业公司研发的一种自杀无人机（游荡弹药）。而俄羅斯在購入後，將之另行命名為天竺葵-1（俄语：Герань-1）。

## 設計
與同一公司出產的見證者-136相似，此機亦採用三角翼佈局，但機長與翼展分別為2.6米及2.2米，而重量為135公斤，不論尺寸或重量皆較見證者-136為小。
此型無人機採用仿製自中國製MDR-208的小型運高引擎，而導航系統則採用慣性導與衛星導，當中後者可同時採用GPS及銥星系統作定位。

## 使用

### 胡塞武装
於布蓋格和胡賴斯襲擊中，親伊朗的也門胡塞武装據報亦有採用见证者-131發動空襲，但上述說法有待商榷。

### 俄罗斯
2022年10月23日，乌克兰在自杀无人机攻击后，发现俄軍開始採用见证者-131无人机，而俄方將之改名為「天竺葵-1」。